# Yang Shin-young
Yang Shin-young (Seoel, 8 november 1990) is een Zuid-Koreaans langebaanschaatsster en voormalig shorttrackster.

## Loopbaan
Yang begon op zevenjarige leeftijd met schaatsen. Als shorttrackster oogstte ze succes door het wereldkampioenschap shorttrack junioren 2007 en in totaal zes wereldbekerwedstrijden te winnen. In 2008 werd ze wereldkampioen shorttrack op het aflossingsonderdeel en won de bronzen medaille in het individuele eindklassement. In 2011 stopte ze met haar shorttrackcarrière en richtte ze zich volledig op het langebaanschaatsen.
Op de Zuid-Koreaanse kampioenschappen afstanden in oktober 2013 werd ze derde op de 1500 meter en zesde op de 3000 meter. Op de Olympische Spelen van 2014 werd Yang laatste op zowel de 3000 meter als de 5000 meter. Ook op de ploegenachtervolging, waar ze met Kim Bo-reum en Noh Seon-yeong de Zuid-Koreaanse vrouwenploeg vormde, werd ze laatste.

## Persoonlijke records (langebaanschaatsen)
| Afstand    | Tijd    | Datum            | Baan           |
| ---------- | ------- | ---------------- | -------------- |
| 500 meter  | 44,34   | 16 januari 2003  | Seoel          |
| 1500 meter | 1.56,58 | 16 november 2013 | Salt Lake City |
| 3000 meter | 4.07,02 | 15 november 2013 | Salt Lake City |
| 5000 meter | 7.15,98 | 29 november 2013 | Astana         |

(laatst bijgewerkt: 26 februari 2014)

## Resultaten
| Jaar | Olympische Spelen                    | Wereldbeker         |
| ---- | ------------------------------------ | ------------------- |
| 2014 | 36e 1500m 27e 3000m 8e achtervolging | 48e 1500m 42e 3k/5k |